# 찬스의 순서
〈찬스의 순서〉(チャンスの順番 찬스노 준반[*])는 일본의 아이돌 AKB48의 19번째 싱글이다. 2010년 12월 8일에 발매됐다.
오리콘 연간 8위(등장회수 27주), 싱글트랙 다운로드 골드(10만 DL 이상), 유튜브 조회수 약 8백만.

## 수록곡

### 타입 A
전체 작사: 아키모토 야스시
| #  | 제목                                                                  | 작곡              | 재생 시간 |
| -- | --------------------------------------------------------------------- | ----------------- | --------- |
| 1. | 〈チャンスの順番→찬스의 순서〉                                        | 이노우에 요시마사 | 4:16      |
| 2. | 〈요야쿠시타 크리스마스〉 (予約したクリスマス 예약해둔 크리스마스[*]) |                   | 4:12      |
| 3. | 〈쿠루미토 다이얼로그〉 (胡桃とダイアローグ 호두와 다이얼로그[*])     |                   | 3:18      |
| 4. | 〈찬스노 준반 (Off Vocal Ver.)〉                                      |                   |           |
| 5. | 〈요야쿠시타 크리스마스 (Off Vocal Ver.)〉                            |                   |           |
| 6. | 〈쿠루미토 다이얼로그 (Off Vocal Ver.)〉                              |                   |           |

| #  | 제목                                                | 재생 시간 |
| -- | --------------------------------------------------- | --------- |
| 1. | 〈찬스노 준반 (뮤직 비디오)〉                       |           |
| 2. | 〈요야쿠시타 크리스마스 (뮤직 비디오)〉             |           |
| 3. | 〈쿠루미토 다이얼로그 (뮤직 비디오)〉               |           |
| 4. | 〈19th 싱글 선발 가위바위보 대회 문서 영상 (전편)〉 |           |

### 타입 K
| #  | 제목                                                                  | 작곡              | 재생 시간 |
| -- | --------------------------------------------------------------------- | ----------------- | --------- |
| 1. | 〈찬스노 준반〉 (チャンスの順番 찬스의 순서[*])                       | 이노우에 요시마사 |           |
| 2. | 〈요야쿠시타 크리스마스〉 (予約したクリスマス 예약해둔 크리스마스[*]) |                   |           |
| 3. | 〈ALIVE〉                                                             |                   | 3:51      |
| 4. | 〈찬스노 준반 (Off Vocal Ver.)〉                                      |                   |           |
| 5. | 〈요야쿠시타 크리스마스 (Off Vocal Ver.)〉                            |                   |           |
| 6. | 〈ALIVE (Off Vocal Ver.)〉                                            |                   |           |

| #  | 제목                                                | 재생 시간 |
| -- | --------------------------------------------------- | --------- |
| 1. | 〈찬스노 준반 (뮤직 비디오)〉                       |           |
| 2. | 〈요야쿠시타 크리스마스 (뮤직 비디오)〉             |           |
| 3. | 〈ALIVE (뮤직 비디오)〉                             |           |
| 4. | 〈19th 싱글 선발 가위바위보 대회 문서 영상 (중편)〉 |           |

### 타입 B
| #  | 제목                                                                  | 작곡              | 재생 시간 |
| -- | --------------------------------------------------------------------- | ----------------- | --------- |
| 1. | 〈찬스노 준반〉 (チャンスの順番 찬스의 순서[*])                       | 이노우에 요시마사 |           |
| 2. | 〈요야쿠시타 크리스마스〉 (予約したクリスマス 예약해둔 크리스마스[*]) |                   |           |
| 3. | 〈Love Jump〉                                                         |                   | 4:09      |
| 4. | 〈찬스노 준반 (Off Vocal Ver.)〉                                      |                   |           |
| 5. | 〈요야쿠시타 크리스마스 (Off Vocal Ver.)〉                            |                   |           |
| 6. | 〈Love Jump (Off Vocal Ver.)〉                                        |                   |           |

| #  | 제목                                                | 재생 시간 |
| -- | --------------------------------------------------- | --------- |
| 1. | 〈찬스노 준반 (뮤직 비디오)〉                       |           |
| 2. | 〈요야쿠시타 크리스마스 (뮤직 비디오)〉             |           |
| 3. | 〈Love Jump (뮤직 비디오)〉                         |           |
| 4. | 〈19th 싱글 선발 가위바위보 대회 문서 영상 (후편)〉 |           |

### 극장반
| #  | 제목                                                                  | 작곡              | 재생 시간 |
| -- | --------------------------------------------------------------------- | ----------------- | --------- |
| 1. | 〈찬스노 준반〉 (チャンスの順番 찬스의 순서[*])                       | 이노우에 요시마사 |           |
| 2. | 〈요야쿠시타 크리스마스〉 (予約したクリスマス 예약해둔 크리스마스[*]) |                   |           |
| 3. | 〈과일 스노우〉 (フルーツスノウ 후르토 스노우[*])                     |                   |           |
| 4. | 〈찬스노 준반 (Off Vocal Ver.)〉                                      |                   |           |
| 5. | 〈요야쿠시타 크리스마스 (Off Vocal Ver.)〉                            |                   |           |
| 6. | 〈과일 스노우 (Off Vocal Ver.)〉                                      |                   |           |

## 선발 멤버
소속 팀은 출시 시점
이번 작품은 AKB48 솔로 작품이 정규 멤버 전원과 일부 팀 연구생이 참여하고 있지만, 팀 연구생 8명 (아베 마리아, 이즈타 리나, 우시쿠보 사라, 코지마 나츠키, 카와이 레나, 코바야시 마리나, 후지타 레이나, 모리카와 아야카)는 불참이다.

### 찬스의 순서
굵은 글씨
(센터 : 우치다 마유미)
- AKB48:쿠라모치 아스카 (10위), 코지마 하루나 (3위), 타카죠 아키 (8위), 나카가와 하루카 (4위), 마에다 아츠코 (15위), 마에다 아미 (5위), 우치다 마유미 (1위), 타나베 미쿠 (12위), 나카츠카 토모미 (9위), 마츠이 사키코 (14위), 이시다 하루카 (2위), 카사이 토모미 (13위), 코바야시 카나 (11위), 사토 스미레 (6위), 사토 나츠키 (7위), 치카노 리나 (16위)

- 마에다, 우치다, 타나베, 마츠이, 이시다, 사토, 콘노 등 8명이 첫 선발했다. 나카가와는 『헤비 로테이션』 이후 약 4개월만, 쿠라모치는 『이와케Maybe』 이후 1년 4월개만, 코바야시와 사토는 『경멸하고 있던 애정』이후 실로 약 3년 7개월만 선발했다. 전작의 선발 멤버 16명 가운데 이번 작품에서 선발 진입한 것은 코지마, 카사이 등 4명 뿐이다.

### 요야쿠시타 크리스마스
- AKB48:코지마 하루나, 사시하라 리노, 시노다 마리코, 타카죠 아키, 타카하시 미나미, 마에다 아츠코, 마에다 아미, 이타노 토모미, 오시마 유코, 미네기시 미나미, 미야자와 사에, 카사이 토모미, 카시와기 유키, 키타하라 리에, 코모리 미카, 와타나베 마유

### 쿠루미토 다이알로그
「팀A」명의
(센터 : 타카하시 미나미, 마에다 아츠코)
- AKB48:이와사 미사키, 오타 아이카, 오오야 시즈카, 카타야마 하루카, 쿠라모치 아스카, 코지마 하루나, 사시하라 리노, 타카죠 아키, 타카하시 미나미, 나카가와 하루카, 나카타 치사토, 마에다 아츠코, 나카야 사야카, 마에다 아미, 마츠바라 나츠미

### ALIVE
「팀K」명의
(센터 : 오시마 유코)
- AKB48:아키모토 사야카, 이타노 토모미, 우치다 마유미, 우메다 아야카, 오시마 유코, 키쿠치 아야카, 타나베 미쿠, 나카츠카 토모미, 니토 모에노, 노나카 미사토, 후지에 레이나, 마츠이 사키코, 미네기시 미나미, 미야자와 사에, 요코야마 유이, 요네자와 루미

### Love Jump
「팀B」 명의
- AKB48:이시다 하루카, 오쿠 마나미, 카사이 토모미, 카시와기 유키, 키타하라 리에, 코바야시 카나, 코모리 미카, 사토 아미나, 사토 스미레, 사토 나츠키, 스즈키 마리야, 치카노 리나, 히라지마 나츠미, 마스다 유카, 미야자키 미호, 와타나베 마유

### 후르토 스노우
「팀 연구생」명의
- AKB48: 이치카와 미오리, 이리야마 안나, 오오바 미나, 카토 레나, 카나자와 유키, 시미자키 하루카, 시마다 하루카, 스즈키 시호리, 타케우치 미유, 나가오 마리야, 나카마타 시오리, 나카무라 마리코, 나토리 와카나, 모리 안나, 야마구치 스즈란, 야마구치 나우

## 차트
| 차트               | 피크 위치 |
| ------------------ | --------- |
| 오리콘 데일리 싱글 | 1         |
| 오리콘 주간 싱글   | 1         |
| 오리콘 월 싱글     | 3         |
| 오리콘 연간 싱글   | 8         |